# Сексуално привличане
Сексуалното привличане (на английски: sex appeal – сексапил) се среща при видове, които се размножават сексуално. Този тип привличане е привличане към други членове от същия вид, за сексуална или еротична дейност. Привличането често се случва сред индивиди на сексуално размножаващи се видове, въпреки че невинаги е с възпроизводителна цел. Понякога сред приматите привличането е и социална дейност.